# Agustín de la Granja
Agustín de la Granja López (Madrid, 1951) es un filólogo y profesor universitario español, especialista en el Siglo de Oro, en especial en la dramaturgia de dicho periodo.

## Biografía
Nacido en Madrid, Agustín de la Granja se doctoró en 1980 en Filología Románica por la Universidad de Granada, centro en el que desde 1976 ha ocupado plaza como profesor. En la actualidad (2018), es profesor titular de Literatura española en la Facultad de Filosofía y Letras. Ha sido profesor visitante en la francesa Universidad de Toulouse II-Le Mirail (1992-93) y en Alemania en la Universidad de Münster (1994-97). Especialista en el teatro español del Siglo de Oro, ha participado en multitud de conferencias y encuentros académicos sobre la materia, y es autor de más de un centenar de artículos en publicaciones especializadas. Ha sido director de cursos y director académico en diferentes encuentros y jornadas sobre teatro español.
Entre otras instituciones, Granja López es miembro de la Asociación Internacional Siglo de Oro (AISO), del Grupo de Estudios del Teatro Español  de la Universidad de Toulouse-Le Mirail o de la Asociación Internacional de Teatro Español y Novohispano (México). Participa en el comité de redacción, el científico o el de dirección de diferentes publicaciones como Criticón y Edad de Oro, Studia Aurea o de la editorial académica Edition Reichenberger. Es autor de varios libros de investigación y ensayos como Entremeses y mojigangas de Calderón para sus Autos Sacramentales (Granada, 1981) o La vida de San Eustaquio, comedia jesuítica del Siglo de Oro (Granada, 1982), así como editor de dos obras inéditas de Lope de Vega (CSIC, 2000).